# Wivenhoe
Wivenhoe è un paese di 9 000 abitanti della contea dell'Essex, in Inghilterra.